# Moksonidin
Moksonidin je noviji lijek, antihipertenziv, i spada u skupinu blokatora imidazolinskih receptora. 

## Naziv lijeka
Physiotens®

## Djelovanje
Po kemijskoj strukturi je vrlo sličan klonidinu, ali za razliku od klonidina manje djeluje na alfa-adrenergičke receptore, a više na imidazolinske receptore. Mjesto antihipertenzivnog djelovanja moksonidina jest središnji živčani sustav. U moždanom deblu moksonidin selektivno stimulira I1-imidazolinske receptore. Ovi imidazolinski receptori koncentrirani su u rostralnoj ventrolateralnoj meduli, području odgovornom za centralnu kontrolu perifernih funkcija simpatičkog živčanog sustava. Ukupni učinak blokade I1-imidazolinskih receptorima jest smanjena aktivnost simpatikusa. 
Moksonidin se razlikuje od prve generacije antihipertenziva s centralnim djelovanjem (metildopa, klonidin) po tome što pokazuje znatno niži afinitet vezanja za moždane alfa-2-adrenoreceptore u usporedbi s I1-imidazolinskim receptorima; smatra se da je stimulacija alfa 2-adrenoreceptora odgovorna za sedaciju i suha usta, kao najčešće neželjene učinke prve generacije centralno djelujućih antihipertenziva. Moksonidin dovodi do širenja krvnih žila i do sniženja arterijskog tlaka. Osim toga, nakon šestomjesečne terapije dolazi do smanjenja prethodno postojeće hipertrofije lijevog ventrikula srca.

## Primjena i doziranje
Koristi se u liječenju hipertenzije u obliku tableta. Liječenje treba započeti najnižom dozom od 0,2 mg dnevno, tj. 1 tableta 0,2 ujutro. Ako terapijski odgovor nije dovoljan, nakon tri tjedna se može povećati na 0,4 mg,  kao pojedinačna doza ili podijeliti u dvije doze. Ako terapijski odgovor nije dovoljan niti nakon sljedeća tri tjedna, doza se može povećati na max 0,6 mg. Ako se moksonidin uzima istodobno s beta-blokatorom, a liječenje treba prekinuti, prvo treba prekinuti uzimanje beta - blokatora, a tek nakon toga uzimanje moksonidina.

## Kontraindikacije
- preosjetljivost na neki sastojak lijeka
- sindrom bolesnog sinusnog čvora
- bradikardija (frekvencija srca u mirovanju<50 otkucaja/min)
- teška disfunkcija bubrega (GFR < 30 ml/min, koncentracija kreatinina u serumu > 160   mcmol/l).

## Nuspojave
Na početku liječenja se obično prijavljuju suha usta, glavobolja, i pospanost. Povremeno su prijavljivani umor i omaglica. Međutim, učestalost i jačina navedenih simptoma često se smanjuju tijekom liječenja.
Rijetko su prijavljeni slučajevi alergijskih kožnih reakcija i/ili edema